# Saint-Félix-de-Lunel
Saint-Félix-de-Lunel (okzitanisch Sant Faliç de Lunèl) ist eine französische Gemeinde mit 384 Einwohnern (Stand 1. Januar 2022) im Département Aveyron in der Region Okzitanien (vor 2016 Midi-Pyrénées) Sie gehört zum Arrondissement Rodez und zum Kanton Lot et Dourdou. Die Einwohner werden Saint-Félixiens genannt.

## Geographie
Saint-Félix-de-Lunel liegt etwa 21 Kilometer nordnordwestlich von Rodez. Umgeben wird Saint-Félix-de-Lunel von den Nachbargemeinden Sénergues im Westen und Norden, Espeyrac im Norden, Golinhac im Nordosten und Osten, Villecomtal im Osten und Südosten, Mouret im Südosten und Süden sowie Pruines im Süden.

## Bevölkerungsentwicklung
| Jahr                       | 1962 | 1968 | 1975 | 1982 | 1990 | 1999 | 2006 | 2019 |
| Einwohner                  | 559  | 481  | 472  | 466  | 430  | 401  | 381  | 339  |
| Quellen: Cassini und INSEE |      |      |      |      |      |      |      |      |

## Sehenswürdigkeiten

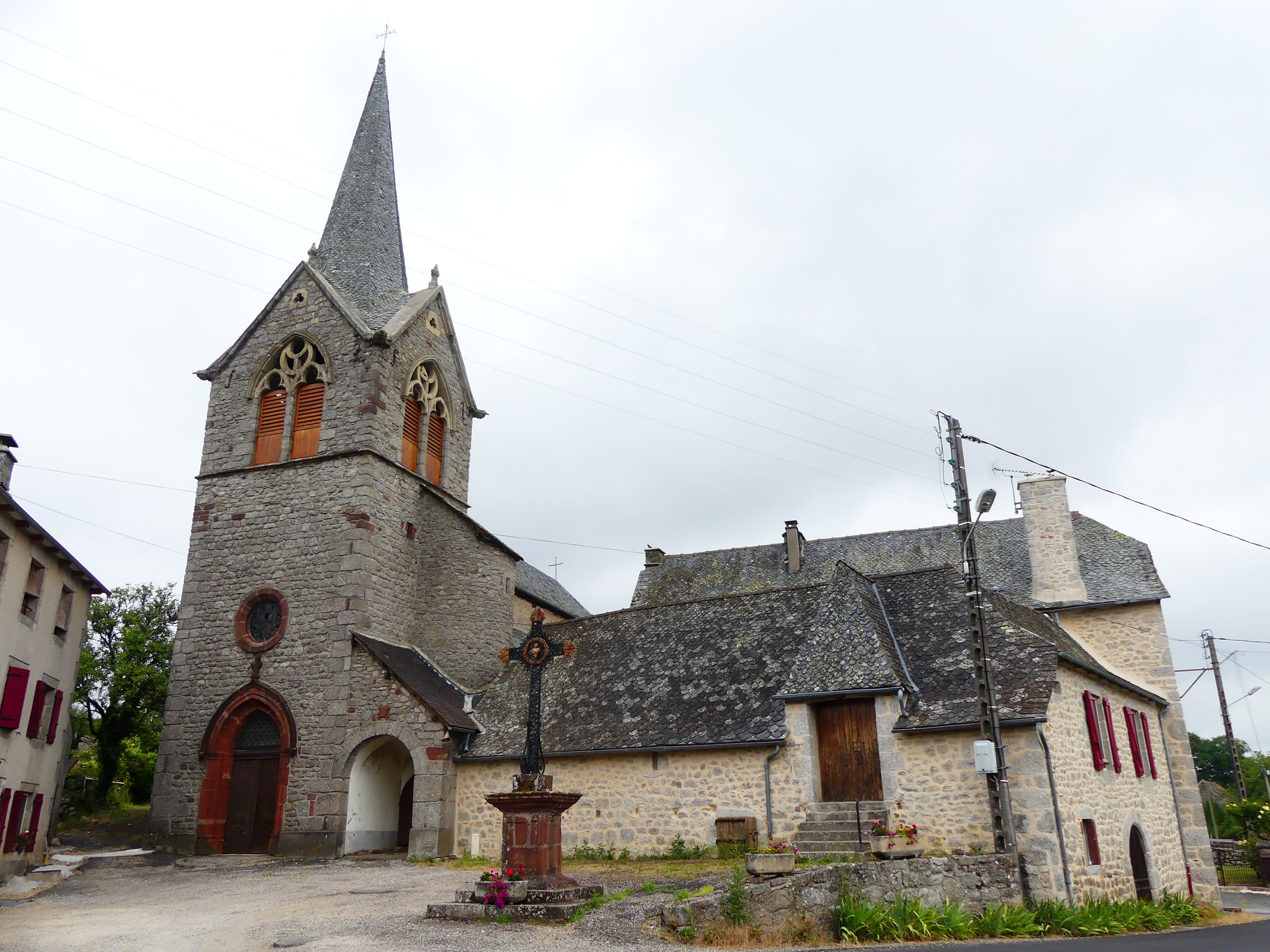
Kirche Saint-Félix

- Kirche Saint-Félix